# 공기 샤워

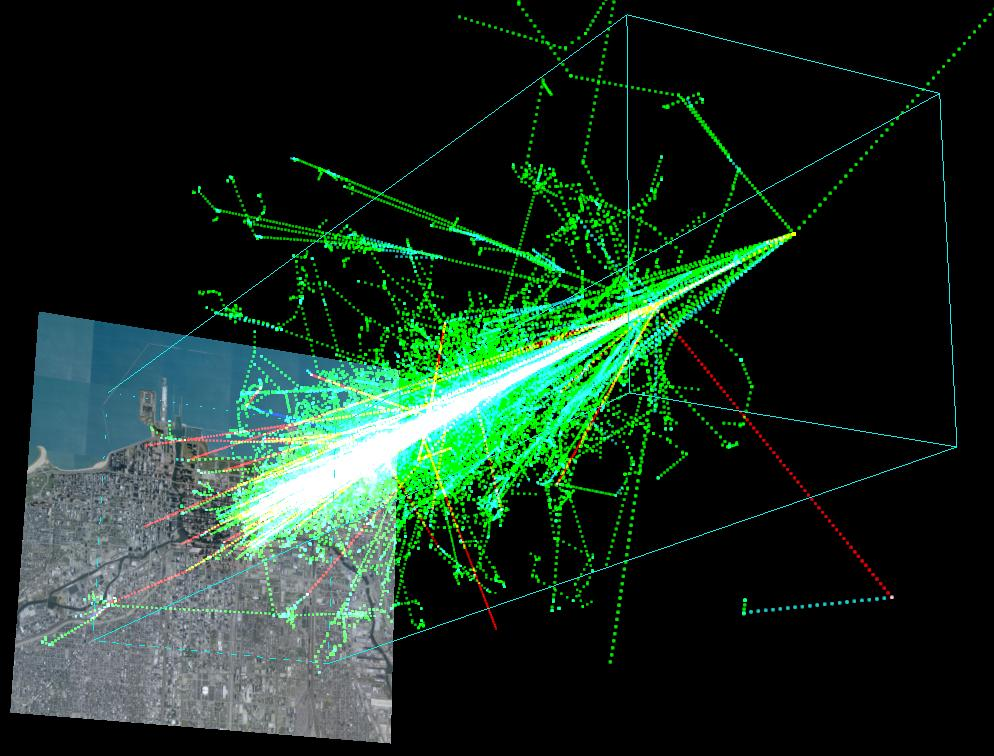
공기 샤워

공기 샤워 또는 에어 샤워(air shower)는 물리 현상 중의 하나이다. 우주선이 공기에서 원자핵과 반응을 하면 2차 입자가 생기도 없어지고 해서 지표로 쏟아져 버리는 현상을 말한다.
공기 샤워는 1934년 브루노 로시에 의해 발견되었다.

## 같이 보기
- 입자 소나기